# U-Bahn-Linie 4 (Hamburg) historisch
In Hamburg gab es in den 1960er und 1970er Jahren weit fortgeschrittene Planungen für eine U-Bahn-Linie U4.
| Streckenverlauf der Linie U4 (alt) |                      |                                             |                                             |
| Spurweite: | 1435 mm (Normalspur) |                                             |                                             |
| |                      |                                             |                                             |
| \| \| 13,20 \| (Streckenanfang) \| (Streckenanfang) \| \| \| 12,94 \| Osdorfer Born \| Osdorfer Born \| \| \| \| \| \| \| \| 11,40 \| Lurup \| Lurup \| \| \| \| \| \| \| \| 10,61 \| Rugenbarg \| Rugenbarg \| \| \| 9,59 \| Stadionstraße \| Stadionstraße \| \| \| \| \| \| \| \| 8,58 \| Ebertallee (Trabrennbahn) \| Ebertallee (Trabrennbahn) \| \| \| 7,71 \| Lutherhöhe (nur in späterer Planung) \| Lutherhöhe (nur in späterer Planung) \| \| \| 6,90 \| Von-Sauer-Straße \| Von-Sauer-Straße \| \| \| 6,04 \| Daimlerstraße \| Daimlerstraße \| \| \| 5,21 \| Große Brunnenstraße (Ottensen) \| Große Brunnenstraße (Ottensen) \| \| \| 4,57 \| Altona \| Altona \| \| \| 3,50 \| Große Bergstraße \| Große Bergstraße \| \| \| 2,86 \| Brunnenhof \| Brunnenhof \| \| \| 2,05 \| St. Pauli \| St. Pauli \| \| \| 1,10 \| Großneumarkt \| Großneumarkt \| \| \| \| \| \| \| \| \| U2 von Niendorf Nord \| \| \| \| 0,16 \| Jungfernstieg \| Jungfernstieg \| \| \| 0,001,78 \| \| \| \| \| \| \| \| \| \| 1,340,00 \| \| \| \| \| 0,20 \| Hauptbahnhof Nord \| Hauptbahnhof Nord \| \| \| \| U2 nach Mümmelmannsberg \| \| \| \| \| \| \| \| \| 1,32 \| Barcastraße \| Barcastraße \| \| \| 1,99 \| Mundsburger Brücke \| Mundsburger Brücke \| \| \| 3,33 \| Winterhuder Weg \| Winterhuder Weg \| \| \| \| Beethovenstraße (nicht in Planung von 1968) \| \| \| \| 4,24 \| Jarrestraße \| Jarrestraße \| \| \| 5,08 \| Borgweg \| Borgweg \| \| \| 6,28 \| Jahnring (City Nord) \| Jahnring (City Nord) \| \| \| \| \| \| \| \| \| U1 von Hauptbahnhof Süd \| \| \| \| 7,40 \| Sengelmannstraße \| Sengelmannstraße \| \| \| \| U1 nach Ohlsdorf \| \| |                      |                                             |                                             |
| | 13,20                | (Streckenanfang)                            | (Streckenanfang)                            |
| U-Bahn-Bahnhof (Strecke außer Betrieb) | 12,94                | Osdorfer Born                               | Osdorfer Born                               |
| U-Bahn-Tunnelanfang (Strecke außer Betrieb) |                      |                                             |                                             |
| U-Bahn-Haltepunkt / Haltestelle (Strecke außer Betrieb) (im Tunnel) | 11,40                | Lurup                                       | Lurup                                       |
| U-Bahn-Tunnelende (Strecke außer Betrieb) |                      |                                             |                                             |
| U-Bahn-Haltepunkt / Haltestelle (Strecke außer Betrieb) | 10,61                | Rugenbarg                                   | Rugenbarg                                   |
| U-Bahn-Haltepunkt / Haltestelle (Strecke außer Betrieb) | 9,59                 | Stadionstraße                               | Stadionstraße                               |
| U-Bahn-Tunnelanfang (Strecke außer Betrieb) |                      |                                             |                                             |
| U-Bahn-Haltepunkt / Haltestelle (Strecke außer Betrieb) (im Tunnel) | 8,58                 | Ebertallee (Trabrennbahn)                   | Ebertallee (Trabrennbahn)                   |
| U-Bahn-Haltepunkt / Haltestelle (Strecke außer Betrieb) (im Tunnel) | 7,71                 | Lutherhöhe (nur in späterer Planung)        | Lutherhöhe (nur in späterer Planung)        |
| U-Bahn-Haltepunkt / Haltestelle (Strecke außer Betrieb) (im Tunnel) | 6,90                 | Von-Sauer-Straße                            | Von-Sauer-Straße                            |
| U-Bahn-Haltepunkt / Haltestelle (Strecke außer Betrieb) (im Tunnel) | 6,04                 | Daimlerstraße                               | Daimlerstraße                               |
| U-Bahn-Haltepunkt / Haltestelle (Strecke außer Betrieb) (im Tunnel) | 5,21                 | Große Brunnenstraße (Ottensen)              | Große Brunnenstraße (Ottensen)              |
| U-Bahn-Bahnhof (Strecke außer Betrieb) (im Tunnel) | 4,57                 | Altona                                      | Altona                                      |
| U-Bahn-Haltepunkt / Haltestelle (Strecke außer Betrieb) (im Tunnel) | 3,50                 | Große Bergstraße                            | Große Bergstraße                            |
| U-Bahn-Haltepunkt / Haltestelle (Strecke außer Betrieb) (im Tunnel) | 2,86                 | Brunnenhof                                  | Brunnenhof                                  |
| U-Bahn-Turmbahnhof mit Tunnelstrecke (Strecke geradeaus außer Betrieb) (im Tunnel) | 2,05                 | St. Pauli                                   | St. Pauli                                   |
| U-Bahn-Haltepunkt / Haltestelle (Strecke außer Betrieb) (im Tunnel) | 1,10                 | Großneumarkt                                | Großneumarkt                                |
| U-Bahn-Strecke von links · U-Bahn-Abzweig nach links und nach rechts (Strecke außer Betrieb) (im Tunnel) · U-Bahn-Strecke von rechts |                      |                                             |                                             |
| U-Bahn-Strecke · U-Bahn-Strecke von links (im Tunnel) · U-Bahn-Kreuzung mit Tunnelstrecke und geradeaus unten |                      | U2 von Niendorf Nord                        | U2 von Niendorf Nord                        |
| U-Bahn-Bahnhof · U-Bahn-Bahnhof (im Tunnel) · U-Bahn-Bahnhof | 0,16                 | Jungfernstieg                               | Jungfernstieg                               |
| U-Bahn-Strecke nach links · U-Bahn-Abzweig geradeaus, von links und von rechts (Strecke außer Betrieb) (im Tunnel) · U-Bahn-Strecke nach rechts | 0,001,78             |                                             |                                             |
| U-Bahn-Strecke (im Tunnel) |                      |                                             |                                             |
| U-Bahn-Strecke von links · U-Bahn-Abzweig geradeaus, nach links und nach rechts (Strecke außer Betrieb) (im Tunnel) · U-Bahn-Strecke von rechts | 1,340,00             |                                             |                                             |
| U-Bahn-Bahnhof · U-Bahn-Bahnhof (im Tunnel) · U-Bahn-Bahnhof | 0,20                 | Hauptbahnhof Nord                           | Hauptbahnhof Nord                           |
| U-Bahn-Kreuzung mit Tunnelstrecke und geradeaus unten · U-Bahn-Strecke nach rechts (im Tunnel) · U-Bahn-Strecke geradeaus |                      | U2 nach Mümmelmannsberg                     | U2 nach Mümmelmannsberg                     |
| U-Bahn-Strecke nach links · U-Bahn-Abzweig von links und von rechts (Strecke außer Betrieb) (im Tunnel) · U-Bahn-Strecke nach rechts |                      |                                             |                                             |
| U-Bahn-Haltepunkt / Haltestelle (Strecke außer Betrieb) (im Tunnel) | 1,32                 | Barcastraße                                 | Barcastraße                                 |
| U-Bahn-Haltepunkt / Haltestelle (Strecke außer Betrieb) (im Tunnel) | 1,99                 | Mundsburger Brücke                          | Mundsburger Brücke                          |
| U-Bahn-Haltepunkt / Haltestelle (Strecke außer Betrieb) (im Tunnel) | 3,33                 | Winterhuder Weg                             | Winterhuder Weg                             |
| U-Bahn-Haltepunkt / Haltestelle (Strecke außer Betrieb) (im Tunnel) |                      | Beethovenstraße (nicht in Planung von 1968) | Beethovenstraße (nicht in Planung von 1968) |
| U-Bahn-Haltepunkt / Haltestelle (Strecke außer Betrieb) (im Tunnel) | 4,24                 | Jarrestraße                                 | Jarrestraße                                 |
| U-Bahn-Turmbahnhof (Strecke geradeaus außer Betrieb) (im Tunnel) | 5,08                 | Borgweg                                     | Borgweg                                     |
| U-Bahn-Haltepunkt / Haltestelle (Strecke außer Betrieb) (im Tunnel) | 6,28                 | Jahnring (City Nord)                        | Jahnring (City Nord)                        |
| U-Bahn-Tunnelende (Strecke außer Betrieb) |                      |                                             |                                             |
| U-Bahn-Strecke von links · U-Bahn-Kreuzung geradeaus oben (Strecke geradeaus außer Betrieb) · U-Bahn-Abzweig quer und von links |                      | U1 von Hauptbahnhof Süd                     | U1 von Hauptbahnhof Süd                     |
| U-Bahn-Bahnhof · U-Bahn-Bahnhof (Strecke außer Betrieb) · U-Bahn-Bahnhof | 7,40                 | Sengelmannstraße                            | Sengelmannstraße                            |
| U-Bahn-Strecke · U-Bahn-Strecke |                      | U1 nach Ohlsdorf                            | U1 nach Ohlsdorf                            |

Diese hatte allerdings eine andere Streckenführung als die der im Jahr 2012 eröffneten Linie U4. Diese „historische“ U4 sollte ab Mitte der 1970er Jahre gebaut werden. Da die Stadt Hamburg zu dieser Zeit in einer massiven Finanzkrise steckte, wurden die Vorbereitungen trotz mehrerer bereits errichteter Vorleistungen 1974 gestoppt.
Der östliche Streckenabschnitt zwischen Sengelmannstraße und Hauptbahnhof Nord soll mit Ausnahme der entfallenden Station Winterhuder Weg im Wesentlichen identisch zur historischen Planung als Teil der in Planung befindlichen neuen Linie U5 hergestellt werden. Der westliche Streckenabschnitt zwischen Von-Sauer-Straße und Osdorfer Born entspricht nun weitgehend den laufenden Planungen der S-Bahn Hamburg GmbH zum Bau einer neuen S-Bahn-Strecke in diesem Gebiet.

## Geplanter Verlauf
Die Strecke sollte am U-Bahnhof Sengelmannstraße an der bestehenden U-Bahn-Strecke der Linie U1 beginnen, an dem die Fahrgäste von und zur Linie U1 hätten umsteigen können. Anschließend wäre die Strecke der U4 unter dem westlichen Teil der City Nord mit einer Haltestelle nördlich des Jahnrings sowie dem Stadtpark und der Haltestelle Borgweg (Übergang zur Ringlinie U3) bis zum westlichen Rand der Jarrestadt geführt worden. Im Flächennutzungsplan ist die Haltestelle hier unter der Barmbeker Straße etwa zwischen Jarrestraße und Gertigstraße vorgesehen. Weiter wäre die Strecke unter der Uhlenhorst und Hohenfelde mit den Haltestellen Winterhuder Weg und Mundsburger Brücke östlich der Alster bis St. Georg geführt worden. Hier war der Bau eines U-Bahnhofs Barcastraße vorgesehen. Östlich des U-Bahnhofs Hauptbahnhof Nord sollte die neue Strecke auf die 1969 fertiggestellte Strecke der heutigen U2 stoßen und ihr auf deren Trasse bis zur nächsten Station Jungfernstieg unter der Binnenalster folgen. Hier hätte man die U4-Strecke wieder ausgefädelt und über Bahnhof Altona und anschließend via Ottensen und Lurup bis Osdorfer Born gebaut. Für den Streckenabschnitt Jungfernstieg – Altona waren mehrere Varianten in der Diskussion. Gemein war ihnen, dass auf der Westseite das Altonaer Zentrum an der Großen Bergstraße und auf der Ostseite der Jungfernstieg erschlossen werden sollte. Im Zwischenabschnitt führten die Planer die Strecke zunächst etwas nördlich, so dass die Ringlinie U3 bei der Station Feldstraße gekreuzt worden wäre. Zuletzt stellte sich eine südliche Führung über den U-Bahnhof St. Pauli als vorteilhafter heraus.
Kurz vor der Projekteinstellung waren für den Innenstadtabschnitt Hauptbahnhof - Altona 1973 folgende Haltestellen geplant. Die Namen waren Arbeitstitel.
- Hauptbahnhof Nord
- Jungfernstieg (Übergang zur U2)
- Großneumarkt

Die Station sollte östlich des Großneumarktes in der Wexstraße liegen.
- St. Pauli (Übergang zur U3)

Die U4 sollte unter der Budapester Straße und dem Millerntorplatz in etwa bei der bestehenden Station der U3 liegen.
- Brunnenhof

Die Haltestelle sollte in der Gilbertstraße direkt östlich der Kreuzung mit der Bernstorffstraße liegen.
- Altona-Ost

Die Station sollte in Südwest-Nordost-Ausrichtung etwa zwischen dem südlichen Ende der Lornsenstraße und der Gerberstraße entstehen. Frühere Planungen für eine Haltestelle in ähnlicher Lage am Ostende des Altonaer Zentrums sahen den Namen "Große Bergstraße" vor.
Für den Westabschnitt Altona–Lurup waren 1973 folgende Haltestellen vorgesehen:
- Altona (Übergang zur S-Bahn)

Die U4-Haltestelle Altona war in Ost-West-Richtung unter dem Paul-Nevermann-Platz geplant.
- Große Brunnenstraße
- Daimlerstraße
- Von-Sauer-Straße
- Ebertallee (Trabrennbahn)
- Stadionstraße
- Rugenbarg
- Lurup
- Osdorfer Born

Das 8,6 km lange Teilstück Altona – Osdorfer Born sollte als Erstes für 515 Mio. DM gebaut werden. Die Frage, ob die Anbindung Lurups mit einer U-Bahn oder einer nördlich aus dem Bf. Altona auszufädelnden S-Bahn erfolgen sollte, war lange umstritten. Eine bessere Anbindung des Ottensener Zentrums und niedrigere Baukosten führten zur Entscheidung für die U-Bahn. Wegen der zunächst als Inselbetrieb geführten U4 hätten die Fahrzeuge mangels Verbindung zum restlichen U-Bahn-Netz auf Tiefladern angeliefert und zur Wartung in die Werkstätten transportiert werden müssen.
Nach Fertigstellung der gesamten hier skizzierten Strecke bestand die Überlegung einer nördlichen Verlängerung von Sengelmannstraße bis zum Flughafen Hamburg, der aber seit 2008 über eine S-Bahn-Verbindung von Ohlsdorf aus erreicht wird.
Die Fahrzeit zwischen Sengelmannstraße und Hauptbahnhof sollte 15 bis 16 Minuten betragen.

## Vorleistungen
An mehreren Stellen existieren Bauvorleistungen für die neue Strecke, die meist während des Ausbaus anderer U-Bahn-Strecken in den späten 1960er und frühen 1970er Jahren errichtet wurden:
- Der Bahnhof Sengelmannstraße auf dem verbreiterten Bahndamm an der Strecke der U1 wurde gleich einen weiterer Mittelbahnsteig nördlich des jetzt in Betrieb befindlichen angelegt, der für die Ausfädelung der Linie U4 benötigt werden würde (Richtungsbahnsteige). Er wird als Stellfläche für Werbeplakate genutzt und ist mittlerweile großteils von Unkraut bewachsen. Züge der U1 in Richtung Innenstadt benutzen heute das Gleis, auf dem die Züge der U4 aus Richtung Innenstadt angekommen wären. Der Betrieb wäre bei fertiggestellter U4 also mit dem am Umsteigebahnhof Wandsbek-Gartenstadt zu vergleichen.
- Der in großer Tiefe mit Schildvortrieb gebaute U-Bahnhof Hauptbahnhof Nord erhielt vier Röhrenbahnsteige. Nur die beiden mittleren sind für die U2 in Betrieb. Die ungenutzten äußeren Röhren waren nur kurz nach der Eröffnung zugänglich und wurden abgesperrt, allerdings einsehbar. In der nördlichen Röhre befindet sich seit 1994 im Rahmen des Projektes Kunst im öffentlichen Raum die Installation Hauptbahnhof-Nord von Stephan Huber und Raimund Kummer, die durch Absperrgitter betrachtet werden kann.[1] Beim barrierefreien Ausbau der Station im Jahr 2006 wurden die Fahrstuhlschächte in die ungenutzten, äußeren Gleiströge eingebaut.
- Am Knoten Jungfernstieg existieren auf der untersten Bahnsteigebene (Linie U2) ebenfalls vier Gleiströge an zwei (Richtungs-)Bahnsteigen. Die beiden inneren werden auch hier von der U2 genutzt, die äußeren blieben zunächst ohne Gleise. Seit 2012 nutzt die HafenCity-U4 diese Vorleistung.
- Am Bahnhof Altona war bis 1974 vorgesehen, unter den Bahnsteigen der damals bereits in Bau befindlichen City-S-Bahn ein kurzes Stück der U4 als Vorratsbau zu errichten. Dafür waren 4 Mio. DM eingeplant. Nachdem die Bundesbahn kurzfristig die Klärung weiterer, für Hamburg kostspieliger, Fragen verlangte und dazu ankündigte, gegen den vorgesehenen Verlauf der U-Bahn im Bereich des Bahnhofs Altona Bedenken erheben zu wollen, ließ die Hamburger Baubehörde die bereits angelaufenen Arbeiten in der technischen Vorbereitung und auf der Baustelle wieder einstellen. Der S-Bahn-Tunnel sollte jedoch so konstruiert werden, dass er „später noch ohne besondere technische Schwierigkeiten durch einen U-Bahn-Tunnel unterfahren werden“ kann.[2]
- Eine weitere Vorleistung wurde unter der Autobahn A7 nördlich der Anschlussstelle Hamburg-Bahrenfeld ausgeführt.
- Die Straße Bornheide soll über Bohrpfählen errichtet worden sein, um darunter leichter den U-Bahn-Tunnel bauen zu können.

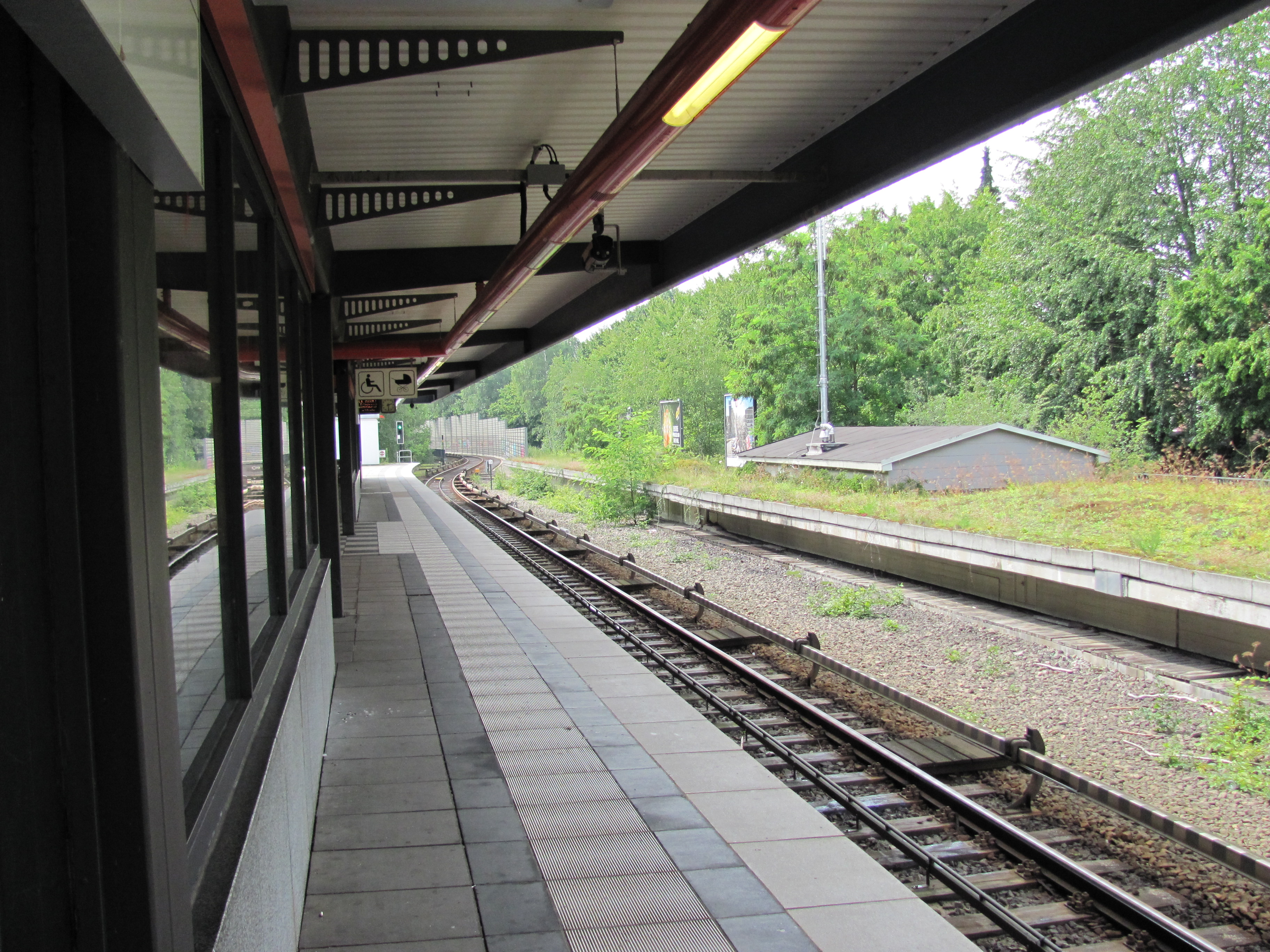
Bis heute ungenutzter Bahnsteig (rechts) am U-Bahnhof Sengelmannstraße
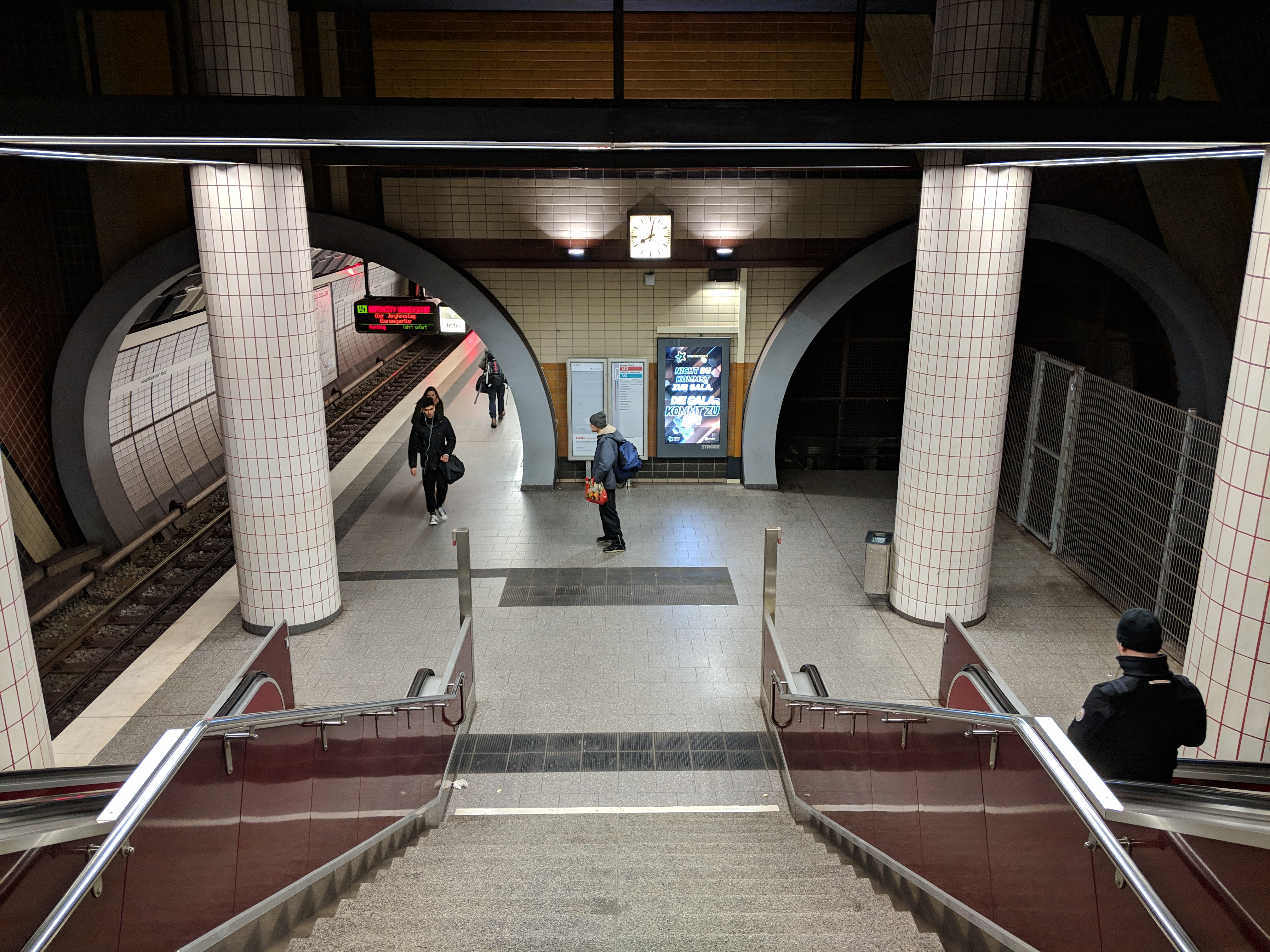
U4-Vorleistung in der Station Hauptbahnhof Nord (rechts)
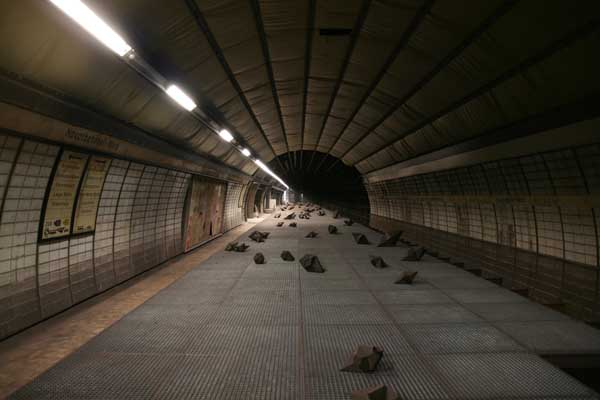
Installation Hauptbahnhof Nord in der Nordröhre der Station Hauptbahnhof Nord
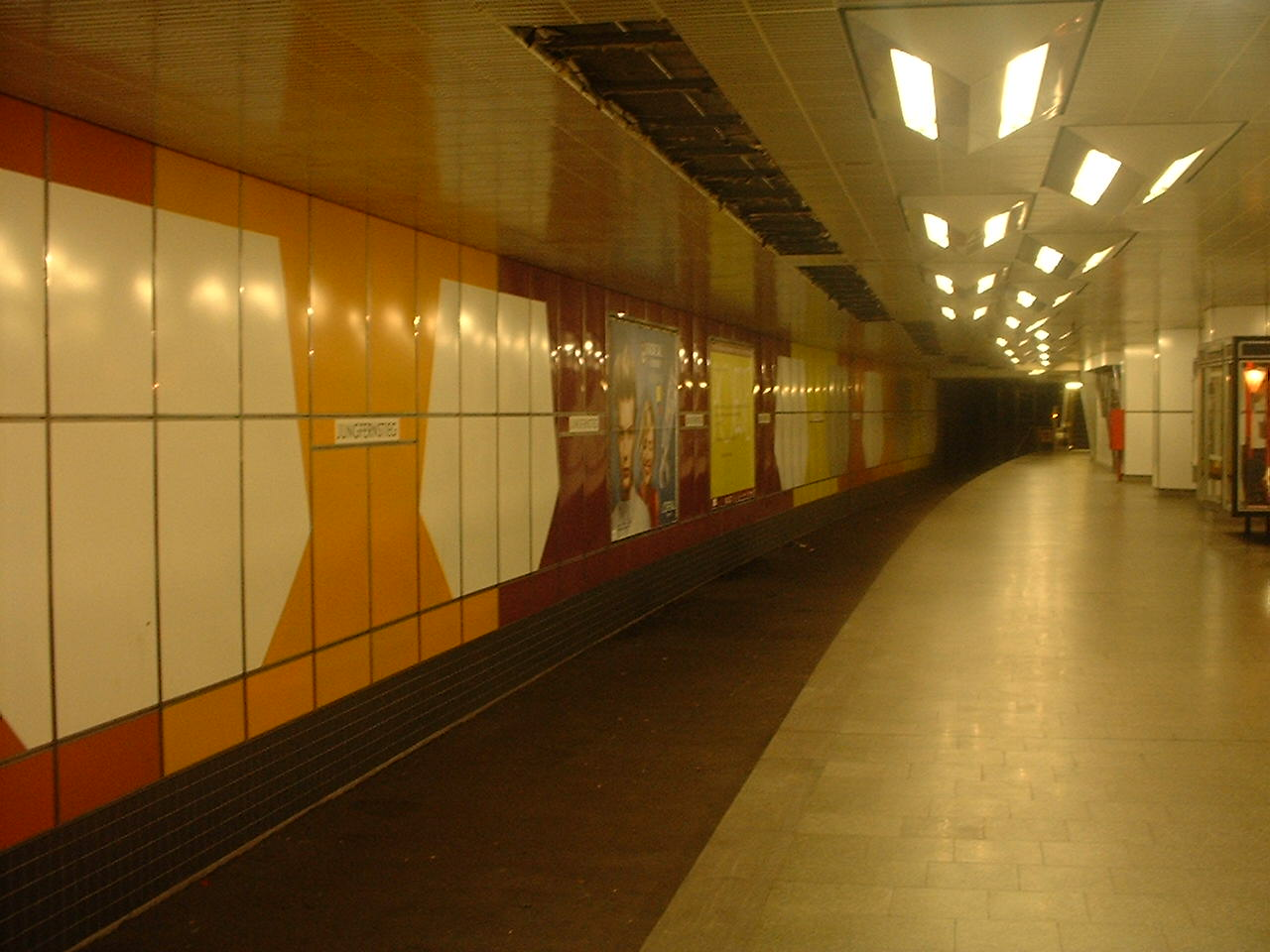
Gleistrog am Jungfernstieg als Vorleistung (Aufnahme 2001)

## Bauweise
Bis auf wenige kurze Abschnitte wie im Bahnhofsbereich Sengelmannstraße und zwei Abschnitten in Bahrenfeld und Lurup sollte die U4 als Tunnelstrecke gebaut werden. Teilweise wäre zum Bau der Tunnel das Schildvortriebsverfahren nötig gewesen, das kurz zuvor bereits beim Bau der U2-Innenstadt-Strecke zwischen Berliner Tor und Schlump eingesetzt wurde. Entsprechend existieren in der bereits als Vorleistung errichteten Station Jungfernstieg Anfahrtschächte für die Tunnelbohrmaschinen. Diese wurden später für den Bau der Strecke der neuen Linie U4 zur HafenCity vom Tunnelbohrer V.E.R.A. genutzt.
Die U-Bahn-Station Winterhuder Weg sollte sich, ähnlich den Berliner U-Bahnhöfen Schloßstraße und Jungfernheide, über zwei Bahnsteigebenen mit jeweils zwei Gleisen im Richtungsbetrieb erstrecken. Die U4 hätte dabei auf jeder Bahnsteigebene ein Gleis befahren. Die jeweils zweiten Gleise auf jeder Ebene waren für eine Zweigstrecke in Richtung Goldbekplatz vorgesehen, die Teil des Alsterhalbrings werden sollte.

## Heutige Realisierungschancen
Bedingt durch den Bau der „U4 neu“ ab Jungfernstieg ist eine Realisierung der „U4 alt“ auf dem westlichen Teilstück zwischen Jungfernstieg und Osdorfer Born nicht mehr ohne Weiteres möglich. Es könnte allerdings stattdessen zwischen Altona und Osdorfer Born eine S-Bahn-Strecke gebaut und diese anschließend mit der ebenfalls vorgesehenen Strecke nach Rahlstedt und Ahrensburg als Linie S4 verbunden werden. Diese Möglichkeit war auch bereits in den 1970er Jahren im Gespräch.
Das östliche Stück der „U4 alt“ zwischen Hauptbahnhof Nord und Sengelmannstraße kann dagegen weiterhin mit den alten Planungen verträglich errichtet werden. Eine Realisierung ist zurzeit im Rahmen der U5 vorgesehen. Problematisch stellt sich die Situation an der Haltestelle Hauptbahnhof Nord dar, da die Schildvortriebsmaschinen für den Tunnelbau heute nur noch mit einem enormen Aufwand im Untergrund positionierbar wäre, der auf beiden Seiten der Haltestelle große und lange Baustellen erfordern würde. Hinzu kommt die Unterführung des U2-Tunnels in Richtung Osten, die zu steil abfallen müsste, um noch an den Bahnsteig anschließen zu können und trotzdem den Bestandstunnel unterqueren zu können. In der Planungsphase der Strecke in den frühen 1970er Jahren war dies noch nicht zwingend ein Problem, da die Stadt Hamburg zur damaligen Zeit sowieso tiefgreifende städtebauliche Veränderungen, unter dem Namen Alsterzentrum im Bahnhofsumfeld plante, deren Umsetzung dann den Bau des U4-Tunnels integriert hätte.
Die Relation des östlichen U4-Abschnitts wird heute zum Teil von den Metrobuslinien 6 und 17 bedient (U-Bahnhof Borgweg – Uhlenhorst – St. Georg – Hauptbahnhof), die Buslinien verkehren jedoch weiter westlich durch die nachfragestarken Winterhuder und Uhlenhorster Geschäftsstraßen Mühlenkamp und Hofweg, die die U-Bahn-Strecke nicht bedienen. Diese Buslinie zählt zu den am stärksten ausgelasteten in Hamburg. In den Ende der 1990er Jahre zwischenzeitlich in der Hamburger Politik auftauchenden Planungen für eine Stadtbahn sind auch Stadtbahnlinien im Korridor der damaligen U4-Planung vorgesehen (so beispielsweise im Jahr 2000).
Durch den Neubau der Linien U5 in den 2020er Jahren wird voraussichtlich ein Teil des geplanten Streckenverlaufs der „U4 alt“ realisiert. Der Streckenverlauf der U5 wird im Osten Hamburgs der „U4 alt“ weitgehend entsprechen und sowohl den bereits errichteten Bahnsteig am U-Bahnhof Sengelmannstraße als auch die Röhren der Station Hauptbahnhof Nord nutzen. Im Westen Hamburgs wird die S6 dem Verlauf ab Bahrenfeld entsprechen, jedoch anstatt an das U-Bahn-Netz an das S-Bahn-Netz angeschlossen werden. In beiden Fällen weicht die Planung der Haltestellen im Detail von den Planungen aus den 1960er und 1970er Jahren ab.

## Erweiterungsvarianten in zeitgenössischer Planung
Im „Generalverkehrsplan Region Hamburg“ der Baubehörde von 1976 wurden Szenarien untersucht, die eine Verlängerung der oben skizzierten U-Bahn-Strecke beinhalteten. Darunter war eine Variante, die die U4 von Sengelmannstraße über den Flughafen und die heutige U1-Haltestelle Fuhlsbüttel Nord bis Hummelsbüttel fortgeführt hätte.